# 道の駅根来さくらの里
道の駅根来さくらの里（みちのえき ねごろさくらのさと）は、和歌山県岩出市押川にある和歌山県道63号泉佐野岩出線の道の駅である。

## 施設
- 駐車場
  - 普通車：45台[1]
  - 大型車：4台[1]
  - 身障者用：2台[1]
- トイレ
  - 男：大・小10
  - 女：8
  - 身障者用：1
- 農産物・特産物販売所[3]（9:00 - 18:00、10月から3月は17時まで）[1][4]
- 軽食コーナー（9:00 - 17:00）

### 管理団体
- 設置者：岩出市[5]
- 指定管理者：紀の里農業協同組合（JA紀の里）[3]

## 休館日
- 第1火曜日[1]
- 年末年始（12月31日 - 1月3日）[1]
- お盆[1]

## アクセス
- 和歌山バス那賀 - 樽井駅前、砂川駅前、岩出駅前から岩出樽井、岩出りんくう線に乗車し、根来さくらの里停留所下車すぐ
- 和歌山県道63号泉佐野岩出線 - 登録路線

自動車
- E24 京奈和自動車道（紀北西道路）岩出根来IC[4]

## 周辺
- 和歌山県植物公園緑花センター
- 根来寺
- 岩出市立岩出図書館
- 岩出市民俗資料館